# Gregor Wilhelm Schwenzer
Gregor Wilhelm Schwenzer (* 1868 in Isenburg, Kreis Neuwied; † 1941) war ein deutscher Maler und Radierer der Düsseldorfer Schule.

## Leben
Schwenzer besuchte die Kunstgewerbeschule Mainz, dann in den Jahren 1894 und 1895 unter Carl Ernst Forberg die Kunstakademie Düsseldorf. Um 1897 war er in Mainz ansässig, wo er unter anderem den Jüdischen Friedhof radierte. Auch in den 1920er und 1930er Jahren lebte und arbeitete er dort. Er schuf etliche Ansichten von Sehenswürdigkeiten in Mainz und von anderen markanten Orten, die insbesondere als Postkartenmotive Verbreitung fanden.